# Revu et corrigé
Revu et corrigé est une émission de télévision hebdomadaire française de télévision diffusée sur France 5 de septembre 2007 à juin 2012.
Présentée par Paul Amar, elle décrypte l'actualité des médias, succédant ainsi à Daniel Schneidermann et Arrêt sur images,.
À la rentrée 2012, après cinq saisons, l'émission est remplacée par 19 H Paul Amar : Paul Amar entend ainsi continuer à « analyser l’actualité de la semaine [mais s'intéresser] également à ses répercussions dans l’opinion ».